# Joel Sánchez (Leichtathlet)
Joel Sánchez Guerrero (* 6. August 1964 in Mexiko-Stadt) ist ein ehemaliger mexikanischer Geher.
Er startete zunächst auf der 20-km-Strecke, wurde bei den Olympischen Spielen 1988 in Seoul und bei den Weltmeisterschaften 1991 in Tokio disqualifiziert und kam bei den Olympischen Spielen 1992 in Barcelona auf den 21. Platz.
Mehr Erfolg hatte er auf der 50-km-Strecke. Hier siegte er bei den Panamerikanischen Spielen 1999 in Winnipeg und errang bei den Olympischen Spielen 2000 in Sydney mit seiner persönlichen Bestzeit von 3:44:36 h die Bronzemedaille hinter Robert Korzeniowski (POL) und Aigars Fadejevs (LAT).
Bei den Weltmeisterschaften 2001 in Edmonton belegte er über 20 km den sechsten Platz. Er wurde von Jerzy Hausleber trainiert.